# Liste von hohen Kreuzen in Deutschland
Die Liste von hohen Kreuzen in Deutschland führt christliche Kreuze in Form freistehender Bauwerke in Deutschland ab etwa 10 Metern Höhe auf.

## Liste
| Bezeichnung                               | Standort                  | Koordinaten                      | Höhe (m) | Fertig- stellung | Anmerkungen und Belege                                                    | Bild |
| ----------------------------------------- | ------------------------- | -------------------------------- | -------- | ---------------- | ------------------------------------------------------------------------- | ---- |
| Josephskreuz                              | Stolberg im Harz          | 51° 34′ 50,1″ N, 11° 0′ 20,2″ O  | 38 m     | 1896             | Aussichtsturm                                                             |      |
| Hochkreuz Wilzenberg                      | Schmallenberg             | 51° 9′ 10,5″ N, 8° 19′ 37,4″ O   | 28 m     | 2015             | hatte Vorgänger                                                           |      |
| Gipfelkreuz Kreuzberg                     | Bischofsheim in der Rhön  | 50° 22′ 12,5″ N, 9° 58′ 49,3″ O  | 27 m     | 2014             | hatte Vorgänger                                                           |      |
| Euzenbergturm                             | Duderstadt                | 51° 30′ 18,1″ N, 10° 13′ 0,9″ O  | 23,04 m  | 1926             | Doppeltes Christus-König-Kreuz mit Aussichtsplattform in 8,64 Metern Höhe |      |
| Markbergkreuz                             | Schönau an der Brend      | 50° 23′ 22,8″ N, 10° 6′ 18,3″ O  | 23 m     | 1998             | hatte Vorgänger                                                           |      |
| Ostlandkreuz Geislingen                   | Geislingen an der Steige  | 48° 36′ 55,7″ N, 9° 49′ 47″ O    | 22,7 m   | 1950             |                                                                           |      |
| Oberlahnsteiner Kreuz                     | Oberlahnstein             | 50° 17′ 54″ N, 7° 37′ 9,1″ O     | 19,8 m   | 1935             | [ 1 ]                                                                     |      |
| Konrad-Martin-Kreuz                       | Geismar                   | 51° 13′ 8,9″ N, 10° 9′ 26,6″ O   | 18,6 m   | 1933             | auch Hülfensbergkreuz genannt                                             |      |
| Kobelkreuz                                | Neusäß                    | 48° 23′ 4,2″ N, 10° 49′ 23,7″ O  | 18 m     | 1931             |                                                                           |      |
| Hochkreuz Ehrenfriedhof (Mönchengladbach) | Mönchengladbach           | 51° 12′ 37,8″ N, 6° 25′ 41,1″ O  | 18 m     | 1934             |                                                                           |      |
| Kreuz des Osten                           | Hilders                   | 50° 34′ 21,1″ N, 10° 1′ 49,5″ O  | 18 m     | 1969             | hatte Vorgänger                                                           |      |
| Kreuz des Deutschen Osten                 | Bad Harzburg              | 51° 52′ 32,9″ N, 10° 35′ 35,5″ O | 17,75 m  | 2000             |                                                                           |      |
| Eisernes Kreuz Rabenau                    | Rabenau                   | 50° 58′ 54,6″ N, 13° 38′ 3,3″ O  | 17 m     | 1934             |                                                                           |      |
| Kolpingkreuz Giesel                       | Neuhof (bei Fulda)        | 50° 30′ 6,5″ N, 9° 34′ 35,5″ O   | 16 m     | 1979             |                                                                           |      |
| Papstkreuz Islinger Feld                  | Regensburg                | 48° 59′ 21″ N, 12° 6′ 54,5″ O    | 16 m     | 2006             |                                                                           |      |
| Fullbergkreuz                             | Titisee-Neustadt          | 47° 54′ 40,9″ N, 8° 13′ 25,3″ O  | 15,5 m   | 1928             | [ 2 ]                                                                     |      |
| Galbuschkreuz                             | Menden                    | 51° 26′ 13,8″ N, 7° 46′ 56,4″ O  | 15,5 m   | 1952             | [ 3 ]                                                                     |      |
| Dünkreuz Deuna                            | Deuna                     | 51° 20′ 41,1″ N, 10° 28′ 9,5″ O  | 15 m     | 1935             |                                                                           |      |
| Rederkreuz                                | Bad Neustadt an der Saale | 50° 20′ 25,6″ N, 10° 14′ 5,8″ O  | 15 m     |                  |                                                                           |      |
| Haarener Kreuz (auch: Haarbergkreuz)      | Aachen (Haarberg)         | 50° 47′ 57,5″ N, 6° 8′ 22,2″ O   | 15 m     | 1971             | hatte Vorgänger                                                           |      |
| Adam-von-Trott-Gedenkkreuz                | Bebra                     | 51° 0′ 6,4″ N, 9° 51′ 23,1″ O    | 14,5 m   | 2018             | hatte Vorgänger                                                           |      |
| Friedenskreuz Bühl                        | Bühl                      | 48° 40′ 43,7″ N, 8° 7′ 46,3″ O   | 14 m     | 1952             |                                                                           |      |
| Weltfriedenskreuz Hermannsfeld            | Rhönblick                 | 50° 29′ 58,4″ N, 10° 19′ 26,5″ O | 14 m     | 2014             | hatte Vorgänger                                                           |      |
| Dünkreuz Heilbad Heiligenstadt            | Heilbad Heiligenstadt     | 51° 22′ 32″ N, 10° 9′ 35,5″ O    | 13,5 m   | 2003             | hatte Vorgänger                                                           |      |
| Gipfelkreuz Herzogenhorn                  | Bernau im Schwarzwald     | 47° 50′ 7,4″ N, 8° 1′ 9,6″ O     | 13 m     | 1998             | hatte Vorläufer                                                           |      |
| Heimkehrerkreuz Geisingen                 | Geisingen                 | 47° 55′ 26,7″ N, 8° 37′ 0,3″ O   | 13 m     | 1998             |                                                                           |      |
| Ostlandkreuz Winterbach                   | Winterbach                | 48° 48′ 34,3″ N, 9° 29′ 49,3″ O  | 12 m     | 1958             |                                                                           |      |
| Thalwendener Kreuz                        | Thalwenden                | 51° 21′ 4″ N, 10° 1′ 55,5″ O     | 12 m     | 1963             |                                                                           |      |
| Schaumbergkreuz                           | Theley                    | 49° 27′ 50,5″ N, 6° 59′ 3,1″ O   | 12 m     |                  | bis 1972 Teil des Schaumbergturms                                         |      |
| Sophienkreuz                              | Greiz                     | 50° 40′ 25,5″ N, 12° 11′ 33,2″ O | 12 m     | 1984             | hatte Vorgänger                                                           |      |
| Hochkreuz Eickener Busch                  | Erkrath                   | 51° 13′ 30,9″ N, 6° 55′ 9,5″ O   | 12 m     | 2000             |                                                                           |      |
| Hochkreuz Friedhof Birkenberg             | Leverkusen                | 51° 3′ 32,7″ N, 6° 59′ 39,2″ O   | 12 m     | 2018             | hatte Vorgänger                                                           |      |
| Chiemgaukreuz                             | Aschau im Chiemgau        | 47° 45′ 22,8″ N, 12° 22′ 4,1″ O  | 12 m     | 1951             |                                                                           |      |
| Hochkreuz Nordfriedhof Düsseldorf         | Düsseldorf                | 51° 15′ 28,8″ N, 6° 46′ 19,2″ O  | 12 m     | 1850/51          |                                                                           |      |
| Eifelkreuz Simmerath                      | Simmerath                 | 50° 37′ 3,1″ N, 6° 17′ 13,6″ O   | 12 m     | 2012             | hatte Vorgänger aus 1947                                                  |      |
| Hochkreuz Giersberg                       | Rott                      | 50° 41′ 21,3″ N, 6° 12′ 53,3″ O  | 11,5 m   | 1950             |                                                                           |      |
| Kreuz der Autobahnkapelle im Hegau        | Engen                     | 47° 51′ 38,4″ N, 8° 47′ 15,7″ O  | 11 m     | 2005             |                                                                           |      |
| Hohes Kreuz                               | Münnerstadt               | 50° 13′ 41,4″ N, 10° 11′ 33,7″ O | 10 m     | 1834             |                                                                           |      |
| Ostlandkreuz Tiefenbach                   | Östringen                 | 49° 10′ 19″ N, 8° 48′ 19,8″ O    | 10 m     | 2014             |                                                                           |      |
| Birkenkopfkreuz                           | Stuttgart                 | 48° 45′ 55,6″ N, 9° 7′ 54,7″ O   | 10 m     | 2003             | hatte Vorgänger                                                           |      |